# よい
『よい』は、爆風スランプが1984年8月25日、CBS・ソニーからリリースした1作目のオリジナル・アルバム。ジャケットの絵は、同じ事務所アミューズに所属するのサザンオールスターズの関口和之が描いたものであった。

## 収録曲
| #         | タイトル                                 | 作詞                           | 作曲                           | 編曲         | 時間  |
| --------- | ---------------------------------------- | ------------------------------ | ------------------------------ | ------------ | ----- |
| 1.        | 「週刊東京『少女A』」                    | サンプラザ中野                 | 中崎英也                       | 中崎英也     | 2:58  |
| 2.        | 「The SENTAKU」                          | 爆風スランプ                   | バナナ                         | 爆風スランプ | 3:29  |
| 3.        | 「東京アンギラス」                       | つかもとひろあき               | 中崎英也                       | 中崎英也     | 3:08  |
| 4.        | 「よい」                                 | サンプラザ中野                 | 中崎英也                       | 中崎英也     | 4:06  |
| 5.        | 「涙の陸上部」                           | サンプラザ中野                 | 中崎英也                       | 中崎英也     | 4:02  |
| 6.        | 「うわさに、なりたい」                   | サンプラザ中野、川島銀次       | 中崎英也                       | 中崎英也     | 3:40  |
| 7.        | 「たいやきやいた」                       | サンプラザ中野、ファンキー末吉 | ファンキー末吉                 | 爆風スランプ | 4:33  |
| 8.        | 「狂い咲きピエロ」                       | サンプラザ中野                 | パッパラー河合                 | 爆風スランプ | 3:20  |
| 9.        | 「びっくりミルク」                       | サンプラザ中野、ファンキー末吉 | サンプラザ中野、ファンキー末吉 | 爆風スランプ | 4:51  |
| 10.       | 「無理だ!!(You Can not Do That)」        | ハヒフヘほーじん               | ハヒフヘほーじん               | 爆風スランプ | 1:19  |
| 11.       | 「すいか」                               | サンプラザ中野                 | 豊岡正志                       | 豊岡正志     | 6:00  |
| 12.       | 「無理だ!決定盤〜YOU CAN NOT DO THAT〜」 | 爆風スランプ                   | 江川ほーじん                   | 爆風スランプ | 6:35  |
| 合計時間: | 合計時間:                                | 合計時間:                      | 合計時間:                      | 合計時間:    | 48:01 |

## 曲解説
1. 週刊東京『少女A』
デビューシングル。黄色い電車は総武線を指しているようだ。
2. The SENTAKU [3:28]
歌詞カードの読み方が独特である。
3. 東京アンギラス
当時殆んど演奏されず発売10年後、1回演奏したら「おもしろい」という理由でメンバーの評価が上がった。
4. よい
歌詞ができた際にボツになりかけたが、ディレクターが敢えて推した。
5. 涙の陸上部
ライブでは色んなアレンジで演奏された。同曲のアンサーソングにレッド・ペッパー・ガールズの「Summer Memories〜水泳部でした〜」がある。
6. うわさに、なりたい
2ndシングル。1985年11月1日発売CD化時のボーナス・トラック。シチズン腕時計「リビエール」CM曲。
7. たいやきやいた
河合「この曲のおかげで当時はヘヴィメタルバンド扱いされることが多かった。」ライブでは「史上最悪のヘヴィメタルナンバー、たいやきやいた！」と末吉の口上が演奏前に必ずあり、中野はサングラスを外し歌うことが多い。ミュージック・ビデオの予算が1000万円以上嵩みセット代が勿体無い理由で「狂い咲きピエロ」も同日一緒に撮影された。
「週刊東京『少女A』」B面曲。
8. 狂い咲きピエロ
末吉から河合に一緒に作曲を、と要求され初めて作曲した楽曲。シングル曲ではないが上述「たいやきやいた」項目で紹介した通り、ミュージック・ビデオが制作された。「うわさに、なりたい」B面曲。
9. びっくりミルク
作詞・作曲:サンプラザ中野/ファンキー末吉　編曲:爆風スランプ
10. 無理だ!!(You Can not Do That)
翌1985年5月22日発売12インチ・シングルの同曲で初めてTBS系「ザ・ベストテン」に出演。
11. すいか
中野と河合の前身バンド「スーパースランプ」 時代から演奏していた曲。
12. 無理だ!決定盤〜YOU CAN NOT DO THAT〜
3rdシングル。1985年11月1日発売CD化時のボーナス・トラック。